# Зенков, Борис Геннадиевич
Борис Геннадиевич Зенков (род. 25 мая 1946) — советский, российский дипломат. Чрезвычайный и полномочный посланник 1 класса (19 ноября 1993). С 1997 года — топ-менеджер ряда российских компаний.

## Биография
Окончил Московский государственный институт международных отношений (МГИМО) МИД СССР (1970) и курсы усовершенствования руководящих дипломатических кадров при Дипломатической академии МИД СССР (1988).
- В 1970—1972 годах — стажёр в Посольстве СССР в Греции.
- В 1972—1976 годах — атташе, третий секретарь Посольства СССР в Греции.
- В 1976—1981 годах — второй секретарь Посольства СССР на Кипре.
- В 1985—1987 годах — помощник заместителя министра иностранных дел СССР.
- В 1988—1990 годах — генеральный консул СССР в Касабланке (Марокко).
- С 14 сентября 1990 по 18 ноября 1996 года — чрезвычайный и полномочный посол СССР, затем (с 1991) Российской Федерации в Республике Кипр[2][3].
- В 1997—1998 годах — первый вице-президент Инкомбанка.
- С 1998 года — генеральный директор Компании «Линкос Консалтинг».
- В 2000—2006 годах — президент АКБ «Моссибинтербанк».
- С 2001 года — председатель Совета директоров ООО «Сирокко Аэроспейс».
- С 2004 года — председатель Совета директоров ООО «Линкос Холдинг».
- С 2010 года — генеральный директор ООО «Торговый дом Агроторг».

## Семья
Женат, имеет двоих детей.